# Fussball Club Wil 1900 2010-2011
Questa voce raccoglie le informazioni riguardanti il Fussball Club Wil 1900 nelle competizioni ufficiali della stagione 2010-2011.

## Stagione
Nella stagione 2010-2011 il Wil, allenato da Ryszard Komornicki e Axel Thoma, concluse il campionato di Challenge League al 5º posto. In Coppa Svizzera il Wil fu eliminato al primo turno dal Tuggen.

## Rosa
| N. |                           | Ruolo | Calciatore          |
| -- | ------------------------- | ----- | ------------------- |
| 1  | Svizzera (bandiera)       | P     | Davide Taini        |
| 2  | Corea del Nord (bandiera) | D     | Cha Jong-hyok       |
| 2  | Ungheria (bandiera)       | C     | Attila Busai        |
| 4  | Svizzera (bandiera)       | D     | Silvan Büchli       |
| 5  | Francia (bandiera)        | C     | Marko Muslin        |
| 6  | Argentina (bandiera)      | C     | Sergio Bastida      |
| 8  | Svizzera (bandiera)       | C     | Mario Schönenberger |
| 10 | Germania (bandiera)       | A     | Tim Grossklaus      |
| 11 | Svizzera (bandiera)       | D     | Yannic Nagel        |
| 12 | Kosovo (bandiera)         | D     | Ifraim Alija        |
| 13 | Svizzera (bandiera)       | D     | Lucca Kaiser        |

| N. |                           | Ruolo | Calciatore         |
| -- | ------------------------- | ----- | ------------------ |
| 14 | Svizzera (bandiera)       | C     | Claudio Holenstein |
| 16 | Svizzera (bandiera)       | D     | Fabian Schär       |
| 17 | Svizzera (bandiera)       | C     | Roberto Rodríguez  |
| 18 | Svizzera (bandiera)       | P     | Timon Waldvogel    |
| 19 | Svizzera (bandiera)       | D     | Claudio Zenger     |
| 21 | Francia (bandiera)        | D     | Loan Boumelaha     |
| 22 | Ungheria (bandiera)       | A     | Marcell Takács     |
| 23 | Mauritania (bandiera)     | D     | Sally Sarr         |
| 24 | Slovenia (bandiera)       | A     | Džengis Čavušević  |
| 25 | Svizzera (bandiera)       | C     | Enack Kilafu       |
|    | Corea del Nord (bandiera) | A     | Kwang-Ryong Pak    |

## Organigramma societario
Area tecnica
- Allenatore: Axel Thoma
- Allenatore in seconda: Neno Kuruzovic
- Preparatore dei portieri:
- Preparatori atletici:

## Calciomercato

### Sessione estiva
| Acquisti | Acquisti           | Acquisti | Acquisti |
| R.       | Nome               | da       | Modalità |
| -------- | ------------------ | -------- | -------- |
| C        | Sergio Bastida     | Aarau    |          |
| D        | Loan Boumelaha     | Thun     |          |
| C        | Claudio Holenstein | Gossau   |          |

| Cessioni | Cessioni         | Cessioni | Cessioni |
| R.       | Nome             | a        | Modalità |
| -------- | ---------------- | -------- | -------- |
| P        | Adrian Bernet    | Tuggen   |          |
| C        | Naim Haziri      | Wohlen   |          |
| D        | Nicolas Huber    | Tuggen   |          |
| D        | Przemysław Mądry | Wohlen   |          |
| D        | Stipe Matić      | Thun     |          |

### Sessione invernale
| Acquisti | Acquisti        | Acquisti | Acquisti |
| R.       | Nome            | da       | Modalità |
| -------- | --------------- | -------- | -------- |
| A        | Kwang-Ryong Pak | Wolmido  |          |
| A        | Marcell Takács  | Goslarer |          |
| D        | Silvan Büchli   | Lucerna  |          |
| D        | Damir Džombić   | Aarau    |          |

| Cessioni | Cessioni      | Cessioni  | Cessioni |
| R.       | Nome          | a         | Modalità |
| -------- | ------------- | --------- | -------- |
| D        | Damir Džombić | Sciaffusa |          |
| A        | Darío Lezcano | Thun      |          |
| C        | Yago Bellon   | Gossau    |          |

## Risultati

### Challenge League

#### andata
| Arbitro: | Gut |

|             |           |            |
| Etoundi 63’ | Marcatori | 56’ Muslin |

| Arbitro: | Amhof |

|  |           |                    |
|  | Marcatori | 42’ Roux 90’ Munsy |

| Arbitro: | Klossner |

|            |           |                       |
| Blumer 33’ | Marcatori | 86’ Colocci 90’ Bader |

| Arbitro: | Wermelinger |

|  |           |                               |
|  | Marcatori | 13’ Čavušević 54’, 90’ Blumer |

| Arbitro: | Winter |

|  |           |                                       |
|  | Marcatori | 40’ Osmani 57’ Stadelmann 73’ Schultz |

| Arbitro: | Amhof |

|                     |           |  |
| de Azevedo 30’, 89’ | Marcatori |  |

| Arbitro: | Grossen |

|                                  |           |              |
| Muslin 62’ Holenstein 86’ (rig.) | Marcatori | 58’ Philippe |

| Arbitro: | Hänni |

|             |           |             |
| Hassell 78’ | Marcatori | 33’ Lezcano |

| Arbitro: | Graf |

|             |           |                       |
| Lezcano 56’ | Marcatori | 72’ Polli 73’ Carrara |

| Arbitro: | Bertolini |

|           |           |                         |
| Burki 36’ | Marcatori | 16’ Bastida 45’ Lezcano |

| Arbitro: | Erlachner |

|  |           |                       |
|  | Marcatori | 61’ Schär 73’ Lezcano |

| Arbitro: | Gremaud |

|                         |           |             |
| Bastida 28’ Lezcano 82’ | Marcatori | 75’ Preisig |

| Arbitro: | Grossen |

|                                        |           |           |
| Lüscher 25’ Katanha 63’ Kuzmanovic 72’ | Marcatori | 86’ Schär |

| Arbitro: | Zimmermann |

|               |           |  |
| Rodriguez 45’ | Marcatori |  |

| Arbitro: | Hänni |

|                       |           |                    |
| Lezcano 10’ Alija 75’ | Marcatori | 32’ (rig.) Valente |

#### ritorno
| Arbitro: | Amhof |

|                          |           |  |
| Katz 19’ Sarr 27’ (aut.) | Marcatori |  |

| Wil 28 febbraio 2011, ore 20:10 CET 17ª giornata | Wil       | 0 – 0 referto | Servette | Stadion Bergholz (880 spett.)\| Arbitro: \| Jancevski \| |
| Arbitro:                                         | Jancevski |               |          |                                                          |

| Arbitro: | Carrell |

|                          |           |          |
| Tarchini 4’ Magnetti 79’ | Marcatori | 8’ Schär |

| Arbitro: | Klossner |

|                          |           |                |
| Montandon 36’ Senger 45’ | Marcatori | 73’ Grossklaus |

| Arbitro: | Gremaud |

|                                  |           |                        |
| Čavušević 25’, 84’ Rodríguez 65’ | Marcatori | 43’ Morello 69’ Veloso |

| Arbitro: | Jancevski |

|                                    |           |               |
| Schwegler 40’ Hasler 65’ Arlan 90’ | Marcatori | 56’ Čavušević |

| Arbitro: | Gut |

|            |           |  |
| Muslin 34’ | Marcatori |  |

| Arbitro: | Pache |

|                              |           |               |
| Čavušević 24’, 90’ Schär 52’ | Marcatori | 80’ Rodriguez |

| Arbitro: | Erlachner |

|            |           |                                      |
| Ladner 77’ | Marcatori | 43’ Bastida 68’ Muslin 71’ Čavušević |

| Arbitro: | Winter |

|                                        |           |          |
| Rodríguez 4’ Muslin 35’ Holenstein 58’ | Marcatori | 2’ Touré |

| Arbitro: | Huwiler |

|                              |           |                        |
| Čavušević 45’ Grossklaus 72’ | Marcatori | 49’ Pimenta 67’ Bühler |

| Arbitro: | Gut |

|                      |           |               |
| Alex 31’ Stauber 49’ | Marcatori | 8’ Grossklaus |

| Arbitro: | Studer |

|                                    |           |                 |
| Muslin 27’ Čavušević 45’ Alija 90’ | Marcatori | 67’ (rig.) Dabo |

| Arbitro: | Pache |

|                 |           |                               |
| Unternährer 54’ | Marcatori | 12’, 17’ Čavušević 87’ Takács |

| Arbitro: | Huwiler |

|                           |           |           |
| Bastida 16’ Čavušević 28’ | Marcatori | 64’ Antić |

### Coppa Svizzera
| 19 settembre 2010, ore 15:00 CEST Primo turno | Tuggen | 2 – 1 | Wil |  |

## Statistiche

### Statistiche di squadra
| Competizione     | Punti | In casa | In casa | In casa | In casa | In casa | In casa | In trasferta | In trasferta | In trasferta | In trasferta | In trasferta | In trasferta | Totale | Totale | Totale | Totale | Totale | Totale | DR |
| Competizione     | Punti | G       | V       | N       | P       | Gf      | Gs      | G            | V            | N            | P            | Gf           | Gs           | G      | V      | N      | P      | Gf     | Gs     | DR |
| ---------------- | ----- | ------- | ------- | ------- | ------- | ------- | ------- | ------------ | ------------ | ------------ | ------------ | ------------ | ------------ | ------ | ------ | ------ | ------ | ------ | ------ | -- |
| Challenge League | 46    | 15      | 9       | 2       | 4       | 25      | 20      | 15           | 5            | 2            | 8            | 20           | 22           | 30     | 14     | 4      | 12     | 45     | 42     | +3 |
| Coppa Svizzera   | -     | 0       | 0       | 0       | 0       | 0       | 0       | 1            | 0            | 0            | 1            | 1            | 2            | 1      | 0      | 0      | 1      | 1      | 2      | -1 |
| Totale           | 46    | 15      | 9       | 2       | 4       | 25      | 20      | 16           | 5            | 2            | 9            | 21           | 24           | 31     | 14     | 4      | 13     | 46     | 44     | +2 |

### Andamento in campionato
| Giornata  | 1 | 2  | 3  | 4  | 5  | 6  | 7  | 8  | 9  | 10 | 11 | 12 | 13 | 14 | 15 | 16 | 17 | 18 | 19 | 20 | 21 | 22 | 23 | 24 | 25 | 26 | 27 | 28 | 29 | 30 |
| --------- | - | -- | -- | -- | -- | -- | -- | -- | -- | -- | -- | -- | -- | -- | -- | -- | -- | -- | -- | -- | -- | -- | -- | -- | -- | -- | -- | -- | -- | -- |
| Luogo     | T | C  | C  | T  | C  | T  | C  | T  | C  | T  | T  | C  | T  | T  | C  | T  | C  | T  | T  | C  | T  | C  | C  | T  | C  | C  | T  | C  | T  | C  |
| Risultato | N | P  | P  | V  | P  | P  | V  | N  | P  | V  | V  | V  | P  | P  | V  | P  | N  | P  | P  | V  | P  | V  | V  | V  | V  | N  | P  | V  | V  | V  |
| Posizione | 8 | 10 | 13 | 10 | 12 | 14 | 13 | 12 | 14 | 12 | 8  | 9  | 9  | 10 | 8  | 8  | 8  | 8  | 11 | 9  | 12 | 8  | 9  | 7  | 6  | 6  | 7  | 5  | 5  | 5  |

Legenda:

Luogo: C = Casa; T = Trasferta. Risultato: V = Vittoria; N = Pareggio; P = Sconfitta.

### Statistiche dei giocatori
| I. Alija         | 28 | 2  | 2 | 0 |
| A. Barta         | 1  | 0  | 0 | 0 |
| S. Bastida       | 21 | 4  | 2 | 0 |
| Y. Bellon        | 6  | 0  | 0 | 0 |
| D. Blumer        | 6  | 3  | 0 | 0 |
| L. Boumelaha     | 25 | 0  | 2 | 0 |
| A. Busai         | 22 | 0  | 1 | 0 |
| S. Büchli        | 6  | 0  | 2 | 0 |
| J. Cha           | 19 | 0  | 4 | 0 |
| F. Di Gregorio   | 4  | 0  | 1 | 0 |
| T. Grossklaus    | 9  | 3  | 0 | 0 |
| C. Holenstein    | 21 | 2  | 3 | 0 |
| L. Kaiser        | 1  | 0  | 0 | 0 |
| E. Kilafu        | 5  | 0  | 0 | 0 |
| K. Kim           | 9  | 0  | 0 | 0 |
| D. Lezcano       | 15 | 6  | 2 | 0 |
| M. Muslin        | 29 | 6  | 6 | 0 |
| Y. Nagel         | 1  | 0  | 0 | 0 |
| K. Pak           | 0  | 0  | 0 | 0 |
| R. Rodríguez     | 27 | 2  | 3 | 0 |
| S. Sarr          | 25 | 0  | 4 | 0 |
| F. Schär         | 24 | 4  | 5 | 0 |
| M. Schönenberger | 28 | 0  | 9 | 0 |
| D. Taini         | 29 | 0  | 1 | 0 |
| M. Takács        | 9  | 1  | 0 | 0 |
| T. Waldvogel     | 2  | 0  | 0 | 0 |
| C. Zenger        | 18 | 0  | 3 | 0 |
| D. Čavušević     | 25 | 12 | 4 | 0 |